# Révkolostor

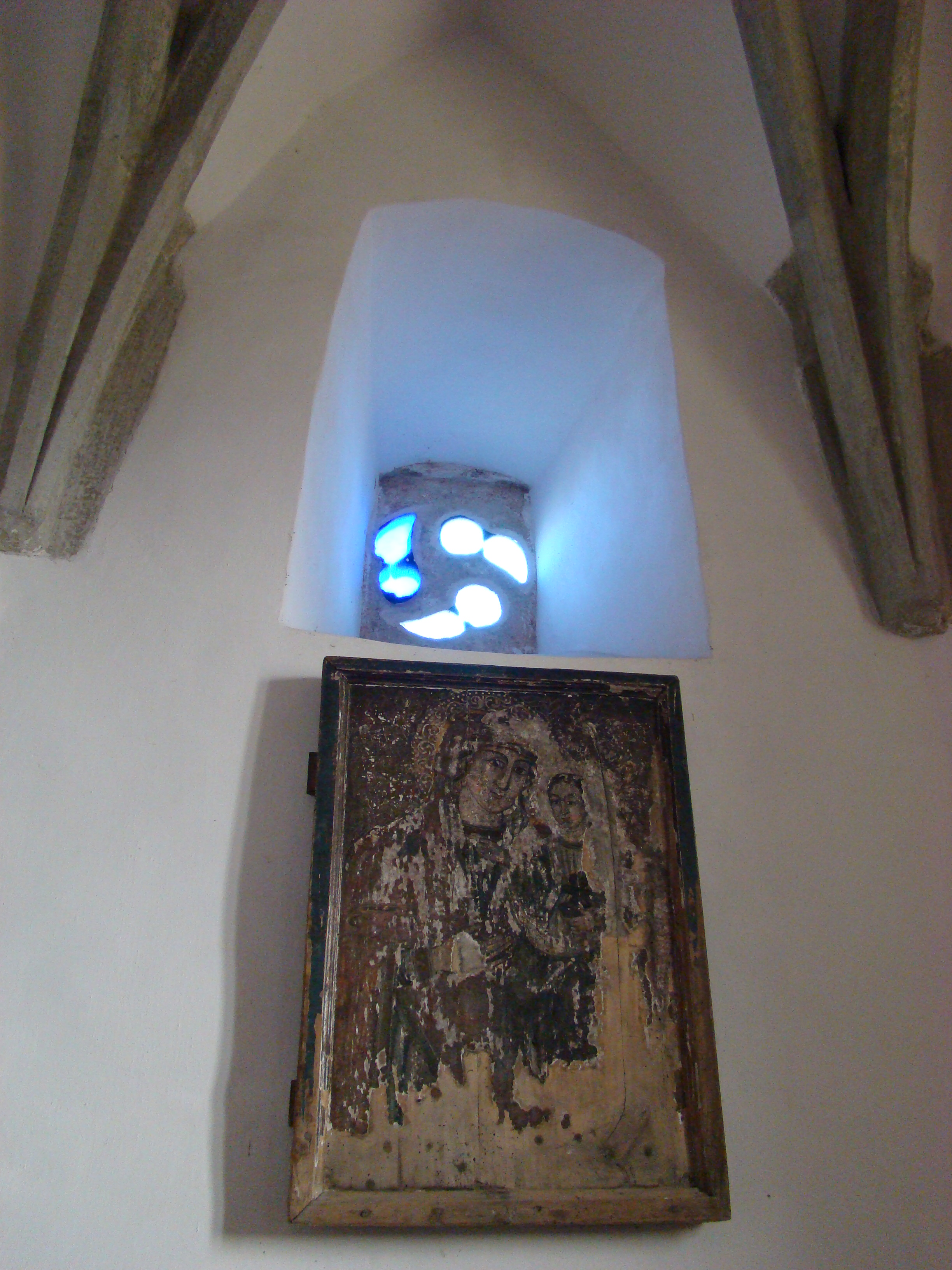

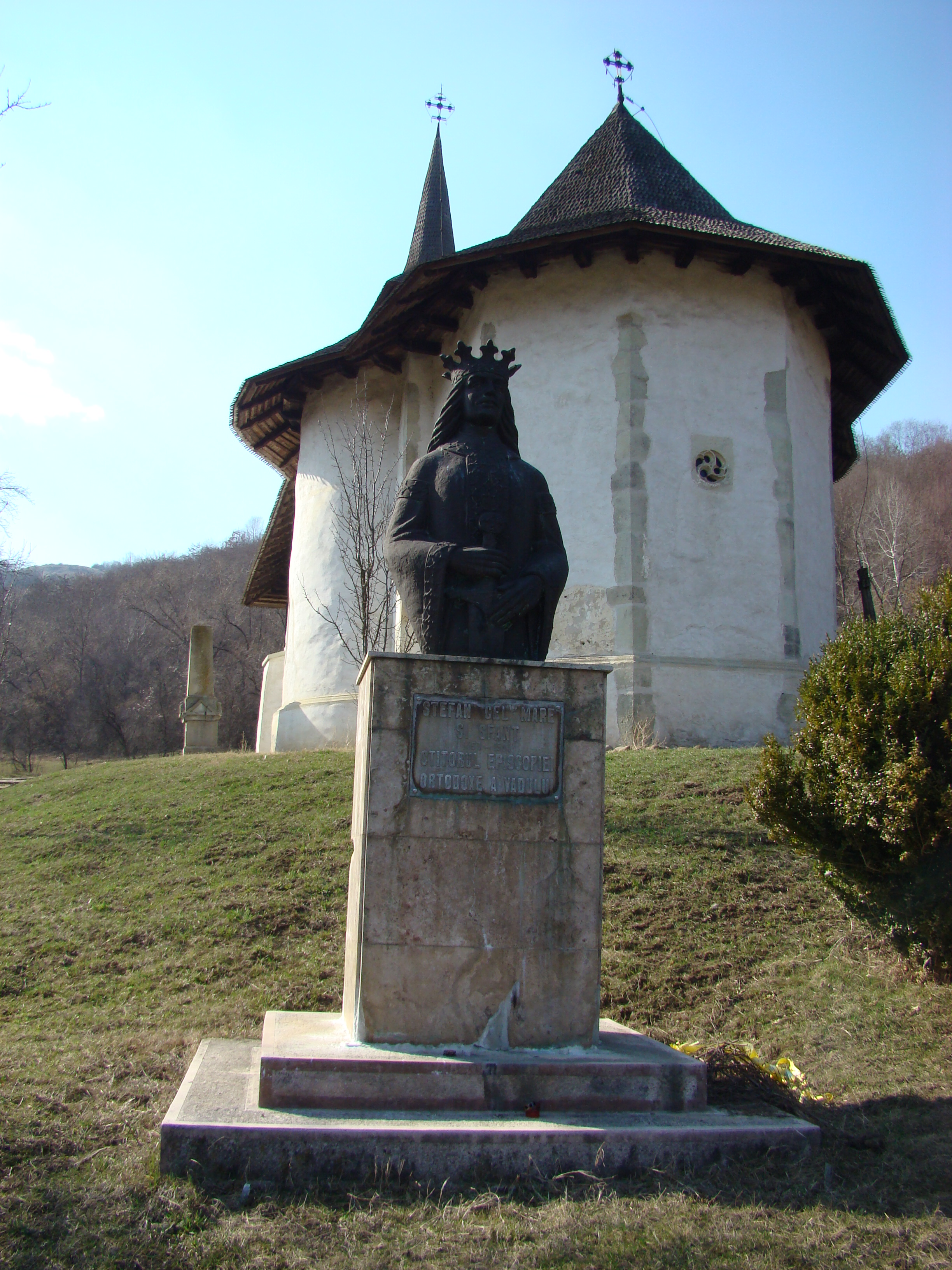

Révkolostor (1890-ig Kolostorvád vagy Vád, románul: Vad) falu Romániában, Kolozs megyében, az azonos nevű község központja.

## Fekvése
Déstől 16 kilométerre északnyugatra, a Szamos partján fekszik, a folyó szintje fölött két–három méterrel. Magának a falunak 14,38 km²-es határát kétharmadrészt dombság alkotja. Legmagasabb pontja az 535 méteres Magura.

## Nevének eredete
A román vad  szó révet vagy gázlót jelöl. Először 1437-ben Rew, majd 1539-ben Vad, 1599-ben Rewffalva, 1749-ben Kolostorvád alakban említették.

## Története
1405 és 1467 között települt román lakossággal. A csicsóvári uradalomhoz tartozott, azzal együtt előbb a Bánfiak birtoka volt, de 1467-ben, a Bánfiak hűtlensége után Mátyás Nagy István moldvai fejedelemnek adományozta. Vagy ő, vagy fia, Petru Rareș alapította ortodox kolostorát és püspökségét, amelynek fenntartására rendelte a falut is. Mivel ortodox kolostorokat a falvakon kívül volt szokás alapítani, feltételezhető, hogy eleinte a falu máshol feküdt, és csak később költözött a kolostor mellé – a volt kolostortemplom ugyanis ma a faluban található. Először 1536-ban Anasztáz későbbi románvásári püspököt, utoljára 1600-ban a szerbnek mondott csernai Jánost említik püspökei közül birtokosként is. A két dátum között bizonyosan betöltötte a tisztséget 1546-ban Tarasie, 1550-ben Gheorghe korábbi putnai házfőnök és későbbi rádóci püspök, 1571 és 74 között Eftimie későbbi románvásári püspök és 1593-ban a moldvai Spiridon. Az 1570-es–90-es években a helyi Veres családnak is volt birtokrésze a faluban, a Kackó felé eső Lunka határrészt pedig Báthory Zsigmond 1597-ben Bocskai Istvánnak adományozta. A 17. században a Kornis, később a Haller család birtoka volt. Püspöki széke a század folyamán egyre inkább csak névlegessé vált. Bethlen Gábor 1615-ben vádi püspökké nevezte ki Teofil volt priszlopi házfőnököt és gyulafehérvári román papot, ő azonban továbbra is Gyulafehérvárt működött. 1631 előtt Moldvában püspökévé szenteltek egy Venedikt nevű egyházfit, ő azonban sohasem foglalta el székét. Talán itt volt a székhelye 1650–51-ben Száva máramarosi püspöknek. 1696-ban a Török hódoltsághoz tartozott. 1706-ban 18 lakott és  puszta házat, 1713-ban azonban már csak tizenkét lakott és hét puszta házat írtak benne össze. A tatárok 1717-ben elpusztították a kolostort, és ezután nem hallunk róla. Az 1733-as Klein-féle összeírásban 46 családdal szerepel. Jogállásra nézve 1750-ben 26 telkes és nyolc telketlen zsellér, hat kóbor és két jobbágy lakta. Lakosságában, más Belső-Szolnok vármegyei falvaktól eltérően később sem alakult ki kisnemesi réteg. A 18–19. században mindvégig igen szegény falunak írják. 1750-ben határának csak egyharmada volt művelhető, abban is gyakorta kárt tettek a Szamos áradásai. Lakói sószállítással jutottak némi keresethez. 1820-ban Jósika Miklós tizenegy, Teleki Tamásné tíz, Kornis Zsigmondné Kemény Cecília hat, Huszár József pedig öt telket bírt benne. Lakói 1838 körül tértek át görögkatolikusnak. 1876-ban csatolták Szolnok-Doboka vármegyéhez. 1930-ban lett községközpont, a község területe 1968-ban a feloszlatott Felsőbogáta község falvaival bővült. A 20. század második felében sokan Almakerékre költöztek.
1910-ben 666 lakosából 660 volt görögkatolikus vallású román és öt zsidó.
2002-ben 392 lakosából 392 volt román és 2 magyar nemzetiségű; 302 ortodox, 54 görögkatolikus és 31 pünkösdista vallású.

## Nevezetességek
- Az ortodox volt kolostortemplom a 15. század végén vagy a 16. század elején épült, alapító felirata nem maradt fenn. Háromkaréjos alaprajza megegyezik a Nagy István korában épült moldvai templomokéval, de csúcsíves ablakai, sokszög záródású szentélye, a hajó háló- és a szentély csillagboltozata egyértelműen a gótikához kapcsolják. Valószínűleg erdélyi, talán besztercei mesterek dolgoztak rajta. 1717-ben a tatár betörés elpusztította, 1754 után és 1838-ban javították, 1971 és 73 között rekonstruálták. Zsindely héjazat borítja, kecses harangtorony magasul fölé.
- Az 506 méter magas Cetățeaua hegy fennsíkján újkőkori település nyomait ásták ki. A falu Csatány felőli végéhez közel egy Baștea (< bástya) nevű dűlő neve talán egykori erődítésre utal.